# Myoxanthus reymondii
Myoxanthus reymondii é uma espécie de orquídea (Orchidaceae) que existe da Venezuela ao Equador.